# Rhodostrophia pleonasma
Rhodostrophia pleonasma är en fjärilsart som beskrevs av Edward P. Wiltshire 1967. Rhodostrophia pleonasma ingår i släktet Rhodostrophia och familjen mätare. Inga underarter finns listade.